# Kasprowy Stawek
Der Kasprowy-See (polnisch Kasprowy Stawek) in Polen ist ein Gletschersee im Tal Kasprowa (polnisch Dolina Kasprowa) in der Westtatra. Er befindet sich in der Gemeinde Zakopane. In der Nähe des Sees befindet sich die Kondratowa-Hütte. 

## Belege
- Zofia Radwańska-Paryska, Witold Henryk Paryski, Wielka encyklopedia tatrzańska, Poronin, Wyd. Górskie, 2004, ISBN 83-7104-009-1.
- Tatry Wysokie słowackie i polskie. Mapa turystyczna 1:25000, Warszawa, 2005/06, Polkart ISBN 83-87873-26-8.